# Resupinatus huia
Resupinatus huia är en svampart som först beskrevs av Gordon Herriot Cunningham, och fick sitt nu gällande namn av Thorn, Moncalvo & Redhead 2006. Resupinatus huia ingår i släktet Resupinatus och familjen Tricholomataceae.   Inga underarter finns listade i Catalogue of Life.